# 袁君正
袁 君正（えん くんせい、生年不詳 - 549年）は、南朝梁の官僚。字は世忠。本貫は陳郡陽夏県。

## 経歴
袁昂の子として生まれた。立ち居振る舞いが美しく、貴公子として名声を得た。ほどなく吏部郎を兼ねた。母が死去したため、職を辞して喪に服した。喪が明けると、邵陵王友・北中郎長史・東陽郡太守となった。ほどなく建康に召還されると、郡民・隠士の徐天祐ら300人が宮殿を訪れて1年の留任を求めたが、武帝は許さなかった。そのまま君正は豫章郡内史に任じられ、ほどなく呉郡太守に転じた。
太清2年（548年）、侯景の乱が起こると、君正は数百人を率いて邵陵王蕭綸に従い、建康の援軍に赴いた。翌太清3年（549年）3月、建康が陥落すると、君正は呉郡に帰った。反乱軍が于子悦を派遣して呉郡を攻撃すると、新城戍主の戴僧逷が抗戦を勧めたが、陸映公らは反乱軍の略奪を恐れて抵抗しないよう求めた。君正は米と牛酒を送って、郊外で于子悦を迎えた。于子悦が呉郡に入ると、呉郡の財物子女を略奪した。君正はこれに衝撃を受けて病没した。

## 子女
- 袁枢
- 袁憲

## 伝記資料
- 『梁書』巻31 列伝第25
- 『南史』巻26 列伝第16